# Aphyocharacidium
Genre
Le genre Aphyocharacidium compte à ce jour deux espèces de poissons sud-américains de la famille des Characidae.

## Liste d'espèces
Selon World Register of Marine Species (23 mars 2024) :
- Aphyocharacidium bolivianum Géry, 1973
- Aphyocharacidium melandetum (Eigenmann, 1912)